# Bradyidius armatus
Bradyidius armatus är en kräftdjursart som beskrevs av Giesbrecht 1897. Bradyidius armatus ingår i släktet Bradyidius och familjen Aetideidae. Arten är reproducerande i Sverige. Inga underarter finns listade i Catalogue of Life.